# Kronologija Domovinskog rata: srpanj 1989.

### 9. srpnja
- Kod crkve Lazarica u Kosovu polju nedaleko Knina održana je središnja sjevernodalmatinska proslava 600. godišnjice Bitke na Kosovu polju, uz sudjelovanje Srba iz Srbije i BiH.[1]

### 10. srpnja
- Predsjedništvo Centralnog komiteta SK Hrvatske oštro osudilo iskazivanje srpskog nacionalizma i mitingašku atmosferu pri proslavi kosovske bitke u Kninskoj krajini, te upozorilo da takvo iskazivanje nacionalizma neće više tolerirati, također širom Hrvatske na brojnim skupovima najoštrije osuđeni nacionalistički ispadi u Kninskoj krajini.[1]

### 12. srpnja
- Predsjedništvo SR Hrvatske energično osudilo nacionalističke ispade na proslavi kosovske bitke u Kninskoj krajini i insistira na brzom i efikasnom djelovanju organa gonjenja i pravosudnih organa u Republici i cijeloj zemlji.[2]
- U Kninu je sudac za prekršaje Đura Bilbija osudio Jovu Opačića iz Plavna na 40 dana zatvora zbog održavanja javnog skupa osnivačke skupštine Srpskog kulturnog društva Zora u Kistanjama bez prijavljivanja i drskog ponašanja na javnom mjestu.[2]

### 13. srpnja
- U Šibeniku podignuta optužnica protiv Šime Dubajića iz Kistanja zbog krivičnog djela izazivanja nacionalne mržnje i razdora.[2]

### 18. srpnja
- Protiv 14 osoba, za koje je kninski sudac za prekršaje obustavio postupak zbog ispada na proslavi 600. godišnjice kosovske bitke na tlu SR Hrvatske zbog nedostatka dokaza, vodit će se novi postupak najavio predsjednik Republičkog vijeća za prekršaje Ivica Martinek.[2]

### 19. srpnja
- Predsjedništvo Republičke konferencije SSRNH istaklo da je sve bilo učinjeno da se proslava 600. godišnjice kosovske bitke u Kninskoj krajini dostojno obilježi kao povijesni i kulturni događaj, ali su pojedine militantne grupe, uglavnom iz drugih krajeva zemlje, došle na proslavu očito iz drugih namjera i nasilničkim ponašanjem je omeli.[2]